# Maria Bueno
Maria Esther Andion Bueno (São Paulo, 1939. október 11. – São Paulo, 2018. június 8.) brazil teniszező.

## Grand Slam-döntői

### Egyéni

#### Győzelmei (7)
| Év   | Helyszín  | Ellenfél a döntőben      | Eredmény a döntőben |
| 1959 | Wimbledon | Darlene Hard             | 6–4, 6–3            |
| 1959 | US Open   | Christine Truman         | 6–1, 6–4            |
| 1960 | Wimbledon | Sandra Reynolds          | 8–6, 6–0            |
| 1963 | US Open   | Margaret Smith           | 7–5, 6–4            |
| 1964 | Wimbledon | Margaret Smith           | 6–4, 7–9, 6–3       |
| 1964 | US Open   | Carole Caldwell Graebner | 6–1, 6–0            |
| 1966 | US Open   | Nancy Richey             | 6–3, 6–1            |

#### Elveszített döntői (5)
| Év   | Helyszín        | Ellenfél a döntőben | Eredmény a döntőben    |
| 1960 | US Open         | Darlene Hard        | 4–6, 12–10, 4–6        |
| 1964 | Roland Garros   | Margaret Smith      | 7–5, 1–6, 2–6          |
| 1965 | Australian Open | Margaret Smith      | 7–5, 4–6, 2–5, feladta |
| 1965 | Wimbledon       | Margaret Smith      | 4–6, 5–7               |
| 1966 | Wimbledon       | Billie Jean King    | 3–6, 6–3, 1–6          |

### Páros

#### Győzelmei (11)
| Év   | Helyszín        | Partner             | Ellenfél a döntőben                      | Eredmény a döntőben |
| 1958 | Wimbledon       | Althea Gibson       | Margaret Osborne duPont Margaret Varner  | 6–3, 7–5            |
| 1960 | Australian Open | Christine Truman    | Lorraine Coghlan Robinson Margaret Smith | 6–2, 5–7, 6–2       |
| 1960 | Roland Garros   | Darlene Hard        | Ann Haydon-Jones Patricia Ward Hales     | 6–2, 7–5            |
| 1960 | Wimbledon       | Darlene Hard        | Sandra Reynolds Renée Schuurman          | 6–4, 6–0            |
| 1960 | US Open         | Darlene Hard        | Ann Haydon-Jones Deidre Catt             | 6–1, 6–1            |
| 1962 | US Open         | Darlene Hard        | Billie Jean Moffitt Karen Hantze Susman  | 4–6, 6–3, 6–2       |
| 1963 | Wimbledon       | Darlene Hard        | Margaret Smith Robyn Ebbern              | 8–6, 9–7            |
| 1965 | Wimbledon       | Billie Jean Moffitt | Françoise Dürr Janine Lieffrig           | 6–2, 7–5            |
| 1966 | Wimbledon       | Nancy Richey        | Margaret Smith Judy Tegart               | 6–3, 4–6, 6–4       |
| 1966 | US Open         | Nancy Richey        | Billie Jean King Rosemary Casals         | 6–3, 6–4            |
| 1968 | US Open         | Margaret Court      | Billie Jean King Rosemary Casals         | 4–6, 9–7, 8–6       |

#### Elveszített döntői (5)
| Év   | Helyszín      | Partner       | Ellenfél a döntőben              | Eredmény a döntőben |
| 1958 | US Open       | Althea Gibson | Jeanne Arth Darlene Hard         | 6–2, 3–6, 4–6       |
| 1959 | US Open       | Sally Moore   | Jeanne Arth Darlene Hard         | 2–6, 3–6            |
| 1961 | Roland Garros | Darlene Hard  | Sandra Reynolds Renée Schuurman  | játék nélkül        |
| 1963 | US Open       | Darlene Hard  | Margaret Smith Robyn Ebbern      | 6–4, 8–10, 3–6      |
| 1967 | Wimbledon     | Nancy Richey  | Rosemary Casals Billie Jean King | 11–9, 4–6, 2–6      |

### Vegyes páros

#### Győzelmei (1)
| Év   | Helyszín      | Partner  | Ellenfél a döntőben          | Eredmény a döntőben |
| 1960 | Roland Garros | Bob Howe | Ann Haydon-Jones Roy Emerson | 1–6, 6–1, 6–2       |

#### Elveszített döntői (6)
| Év   | Helyszín      | Partner         | Ellenfél a döntőben                  | Eredmény a döntőben |
| 1958 | US Open       | Alex Olmedo     | Margaret Osborne duPont Neale Fraser | 3–6, 6–3, 7–9       |
| 1959 | Wimbledon     | Neale Fraser    | Darlene Hard Rod Laver               | 4–6, 3–6            |
| 1960 | Wimbledon     | Bob Howe        | Darlene Hard Rod Laver               | 11–13, 6–3, 6–8     |
| 1958 | US Open       | Antonio Palafox | Margaret Osborne duPont Neale Fraser | 3–6, 2–6            |
| 1965 | Roland Garros | John Newcombe   | Margaret Smith Ken Fletcher          | 4–6, 4–6            |
| 1967 | Wimbledon     | Ken Fletcher    | Billie Jean King Owen Davidson       | 6–3, 2–6, 13–15     |